# Памятные монеты ГДР
Памятные монеты Германской Демократической Республики (нем. Gedenkmünzen der DDR) выпускали с 1966 по 1990 год. За это время отчеканили 122 монетных типа номиналом в 5, 10 и 20 марок. К созданию монет привлекали лучших художников, скульпторов и медальеров ГДР. Особенность их создания и циркуляции заключалась в том, что большинство типов предназначались для продажи немцам из ФРГ в магазинах сети Intershop. Памятные монеты для оборота чеканили исключительно из неблагородных металлов большими тиражами. Они посвящены эпизодам из истории ГДР, видным деятелям коммунистической партии и идеологам марксизма.

## История выпуска
После поражения Третьего рейха во Второй мировой войне Германия была оккупирована войсками СССР, США, Великобритании и Франции. Изначально представители стран-союзников договорились о выпуске марки Союзного военного командования. Ранее циркулировавшие в стране рентные и рейхсмарки, а также пфенниги сохраняли статус законного платёжного средства. В июне 1948 года в Тризонии, без согласования с СССР, была проведена сепаратная денежная реформа. В пятницу, 18 июня, было объявлено, что после 20-го числа все находящиеся в обороте марки становятся недействительными. Людям разрешалось обменять 40 марок на новые «немецкие марки». Советская военная администрация в Германии столкнулась с проблемой хлынувших из западных областей обесценившихся денежных знаков, которые сохраняли свою покупательную способность на подконтрольных ей территориях. Она была вынуждена провести собственную реформу денежного обращения. 23 июня 1948 года было объявлено о введении «немецкой марки Немецкого эмиссионного банка» (нем. Deutsche Mark der Deutschen Notenbank). С 24 по 26 июня, в течение трёх дней, населению позволили поменять 70 старых марок на человека по курсу 1:1. Бо́льшие суммы обменивали по курсу 10:1. Обмен состоял не в выдаче новых банкнот, которых на тот момент ещё не существовало, а в наклеивании специальных знаков на старые.
Официально марка ГДР с 1948 по 1964 год называлась «немецкой маркой» («Deutsche Mark», DM), с 1964 по 31 декабря 1967 года — «маркой Немецкого эмиссионного банка» («Mark der Deutschen Notenbank, MDN»), а с 1968 года — «маркой ГДР» («Mark», M). Первые памятные монеты Германской Демократической Республики появились в 1966 году и являлись «марками Немецкого эмиссионного банка».
Несмотря на то, что памятные монеты чеканили в ГДР, предназначались они в основном для жителей ФРГ. Марки ГДР, над созданием которых трудились лучшие художники, скульпторы и медальеры ГДР, попадали в сеть Intershop, где их можно было приобрести за валюту или специальные чеки, которые также можно было купить только за валюту. 6 тысяч монет каждого выпуска продавали по номинальной стоимости + 2 марки нумизматам-членам организации «Культурного союза». Нераспроданные монеты, вплоть до 40 % от общего тиража, переплавляли. В оборот попадали только монеты из неблагородных металлов, отчеканенные большими тиражами в честь знакового события истории ГДР либо видных коммунистических деятелей.
В 1990 году произошло объединение Германии. Оно не было равноправным объединением двух стран. Территории ГДР и Западного Берлина присоединялись к ФРГ, а на их территориях начинала действовать конституция ФРГ. Валюта Германской Демократической Республики прекращала являться законным платёжным средством с 1 июля 1991 года и подлежала обмену, а затем уничтожению. Уничтожение монет состояло в их переплавке с последующим использованием полученного металла в промышленности. Согласно предположению руководителя архивом государственного KfW банка Лизанны Гольдбах, детали автомобилей этих годов выпуска сделаны из монет ГДР.

## Общая характеристика
С 1968 по 1990 годы в ГДР выпускали памятные монеты номиналом в 5, 10 и 20 марок. 5-марочные монеты чеканились исключительно из нейзильбера, за исключением 5 марок 1969 года в честь 20-летия образования ГДР, в то время как 10 и 20 марок — как из серебра, так и из неблагородных металлов. Для них характерно единообразие размеров. Все 5-марочники имеют диаметр 29 мм, 10-марочники — 31 мм, 20-марочники — 33 мм. Существуют несколько пробных золотых монет. Одна, посвящённая 150-летию со дня рождения Карла Маркса, хранится в Немецком историческом музее, 266 золотых 10-марочников в честь 40-летия победы над фашизмом в качестве пробных монет появились в 1985 году.
Большинство памятных монет посвящено выдающимся и всемирно известным немецким учёным, композиторам, военным и общественным деятелям. В данных случаях речь идёт о юбилейных монетах, отчеканенных в честь круглой даты со дня рождения или смерти. Приблизительно в половине случаев на них находится портрет человека, которому посвящена монета, а в другой половине — символические изображение из его жизни, творчества либо научных открытий. Так, к примеру, на монете в честь 125-летия со дня рождения Вильгельма Рентгена помещена схема рентгеновской трубки, а в честь 200-летия создателя первых детских садов Фридриха Фрёбеля — играющие дети. Ряд монет посвящен городам ГДР и архитектурным сооружениям, являющимся объектами всемирного культурного наследия. При строгом следовании определению памятной монеты, как таковой, которая выпущена в память о каком-либо событии, они не являются памятными. Более того, их могли выпускать неоднократно, а на протяжении нескольких лет. Однако учитывая, что нумизматические источники относят их к памятным, они помещены в таблицы ниже и выделены жёлтым. Пять монетных типов отчеканены в честь текущих событий, таких как полёт первого немца в космос, проведение всемирного фестиваля молодёжи и студентов в Берлине и т. п. В таблицах они отмечены зелёным цветом. Ряд монет в честь видных деятелей коммунистической партии, марксистов и посвящённых событиям Второй мировой войны или истории ГДР чеканили большими тиражами для оборота. В таблицах они обозначены красным цветом.

## 5 марок
| Изображение | Изображение | Дата выпуска | Параметры | Параметры             | Повод выпуска | Дизайнер(ы)                                | Тираж |
| Реверс      | Аверс       | Дата выпуска | Масса, г  | Материал              | Повод выпуска | Дизайнер(ы)                                | Тираж |
| ----------- | ----------- | ------------ | --------- | --------------------- | --- | ------------------------------------------ | --- |
|             |             | 16.12.1968   | 12,2      | нейзильбер            | 125-летие со дня рождения микробиолога, лауреата Нобелевской премии по медицине и физиологии Роберта Коха                                                  | Г. Роммель, А. Бертрам                     | 100 226* |
|             |             | 25.9.1969    | 9,7       | медно-никелевый сплав | 20 лет образования Германской Демократической Республики                                                                                                   | А. Бертрам                                 | 50 221 667* |
|             |             | 15.12.1969   | 12,2      | нейзильбер            | 75 лет со дня смерти физика Генриха Герца | Вернер Розенталь, А. Бертрам               | 100 268* |
|             |             | 10.12.1970   | 12,2      | нейзильбер            | 125-летие со дня рождения лауреата Нобелевской премии по физике Вильгельма Конрада Рентгена                                                                | А. Бертрам                                 | 100 244* |
|             |             | 15.10.1971   | 12,2      | нейзильбер            | 400 лет со дня рождения первооткрывателя законов движения планет Солнечной системы Иоганна Кеплера                                                         | А. Бертрам                                 | 100 266* |
|             |             | 8.5.1972     | 9,6       | нейзильбер            | Бранденбургские ворота | А. Бертрам, У. Фитценрайтер                | 1971 — 18 137 822 1979 — 32 500 1980 — 29 800 1981 — 30 900 1982 — 30 000 1983 — 3000 1984 — 18 500 1985 — 3000 1986 — 15 780 1987 — 347 310 1988 — 25 650 1989 — 25 500 1990 — 50 500* |
|             |             | 25.08.1972   | 12,2      | нейзильбер            | 75 лет со дня смерти композитора и пианиста Иоганнеса Брамса                                                                                               | А. Бертрам                                 | 100 420* |
|             |             | 20.11.1972   | 9,6       | нейзильбер            | Мейсенский собор и замок Альбрехтсбург | А. Бертрам                                 | 1972 — 10 199 353 1981 — 40 1983 — 25 500* |
|             |             | 10.7.1973    | 12,2      | нейзильбер            | 125 лет со дня рождения пионера авиации Отто Лилиенталя | А. Бертрам                                 | 100 300* |
|             |             | 17.6.1974    | 12,2      | нейзильбер            | 100 лет со дня смерти физика, впервые сконструировавшего электрический телефон, Филиппа Рейса                                                              | А. Бертрам                                 | 100 200* |
|             |             | 9.5.1975     | 12,2      | нейзильбер            | 100 лет со дня рождения писателя, лауреата Нобелевской премии по литературе Томаса Манна                                                                   | Эрика Шёнеберг, Райнер Радак               | 102 355* |
|             |             | 16.6.1975    | 12,2      | нейзильбер            | Объявление ООН 1975 года Международным женским годом | Клаус Хенниг, А. Бертрам                   | 161 047* |
|             |             | 6.1.1976     | 12,2      | нейзильбер            | 200 лет со дня рождения национального героя Германии майора Фердинанда фон Шилля                                                                           | А. Бертрам                                 | 100 216* |
|             |             | 15.6.1977    | 12,2      | нейзильбер            | 125 лет со дня смерти педагога Фридриха Людвига Яна | Вилфрид Фитценрайтер. Хайнц Родевальд      | 90 675* |
|             |             | 28.2.1978    | 12,2      | нейзильбер            | 175 лет со дня смерти поэта Фридриха Готлиба Клопштока | Г. Лихтенфельд, Карл Тевальт               | 75 500* |
|             |             | 29.9.1978    | 9,6       | нейзильбер            | Объявление ООН 1978 года международным годом борьбы против апартеида                                                                                       | И. Рис, Ф. Баер                            | 259 000* |
|             |             | 26.2.1979    | 12,2      | нейзильбер            | 100 лет со дня рождения физика, лауреата Нобелевской премии Альберта Эйнштейна                                                                             | Хайнц Родевальд, Вилфрид Фитценрайтер      | 55 500* |
|             |             | 20.6.1980    | 12,2      | нейзильбер            | 75 лет со дня смерти художника Адольфа фон Менцеля | Г. Роммель, Д. Дорфштехер                  | 54 750* |
|             |             | 1.6.1981     | 12,2      | нейзильбер            | 450 лет со дня смерти скульптора Тильмана Рименшнейдера | Хайнц Родевальд                            | 54 500* |
|             |             | 5.4.1982     | 12,2      | нейзильбер            | 200 лет со дня рождения педагога, теоретика дошкольного воспитания, создателя первых детских садов Фридриха Фрёбеля                                        | Г. Роммель, Д. Дорфштехер                  | 54 500* |
|             |             | 22.6.1982    | 9,6       | нейзильбер            | 150 лет со дня смерти поэта и мыслителя Иоганна Вольфганга Гёте (на монете изображён домик в Веймаре, где Гёте проводил в уединении большую часть времени) | Хайнц Родевальд                            | 205 500* |
|             |             | 28.7.1982    | 9,6       | нейзильбер            | Замок Вартбург | Хайнц Родевальд                            | 1982 — 205 500 1983 — 21 000* |
|             |             | 17.1.1983    | 9,6       | нейзильбер            | 500 лет со дня рождения Лютера (на монете изображена замковая церковь Виттенберга на двери которой Лютер повесил 95 тезисов с чего началась Реформация)    | Хайнц Родевальд                            | 196 500* |
|             |             | 10.3.1983    | 9,6       | нейзильбер            | 500 лет со дня рождения Лютера (на монете изображён домик в котором родился Лютер в Айслебене)                                                             | Хайнц Родевальд                            | 197 680* |
|             |             | 20.10.1983   | 12,2      | нейзильбер            | 125 лет со дня рождения физика, лауреата Нобелевской премии Макса Планка                                                                                   | Э. Ницше-Хартник, Д. Дорфштехер            | 55 800* |
|             |             | 9.3.1984     | 9,6       | нейзильбер            | Лейпциг. Старая ратуша | Хайнц Родевальд                            | 204 500* |
|             |             | 26.6.1984    | 9,6       | нейзильбер            | Лейпциг. Церковь Святого Фомы | Хайнц Родевальд                            | 211 540* |
|             |             | 10.10.1984   | 12,2      | нейзильбер            | 150 лет со дня смерти немецкого национального героя возглавившего партизанскую борьбу против войск Наполеона Адольфа фон Лютцова                           | Г. Роммель, Д. Дорфштехер                  | 45 000* |
|             |             | 5.2.1985     | 9,6       | нейзильбер            | 40 лет бомбардировке Дрездена. На монете изображены руины Фрауэнкирхе                                                                                      | Хайнц Родевальд                            | 195 000* |
|             |             | 5.2.1985     | 9,6       | нейзильбер            | Главный павильон дрезденского Цвингера | Хайнц Родевальд                            | 194 520* |
|             |             | 5.7.1985     | 12,2      | нейзильбер            | 225 лет со дня смерти актрисы Фредерики Каролины Нойбер | Х. Хойер с супругой Снежаной Руссева-Хойер | 51 825* |
|             |             | 15.5.1986    | 9,6       | нейзильбер            | Потсдам. Дворец Сан-Суси | Хайнц Родевальд                            | 270 080* |
|             |             | 29.6.1986    | 9,6       | нейзильбер            | Потсдам. Новый дворец | Хайнц Родевальд                            | 268 000* |
|             |             | 21.8.1986    | 12,2      | нейзильбер            | 175 лет со дня смерти драматурга, поэта и прозаика Генриха фон Клейста                                                                                     | Х. Хойер с супругой Снежаной Руссева-Хойер | 46 700* |
|             |             | 16.1.1987    | 9,6       | нейзильбер            | Берлин. Николаифиртель (Выпуск приурочен к 750-летию Берлина)                                                                                              | И. Рис, Ф. Баер                            | 468 801* |
|             |             | 16.1.1987    | 9,6       | нейзильбер            | Берлин. Красная ратуша (Выпуск приурочен к 750-летию Берлина)                                                                                              | Х. Хойер с супругой Снежаной Руссева-Хойер | 473 810* |
|             |             | 16.1.1987    | 9,6       | нейзильбер            | Берлин. Александерплац (Выпуск приурочен к 750-летию Берлина)                                                                                              | Хайнц Родевальд                            | 474 801* |
|             |             | 15.2.1988    | 9,6       | нейзильбер            | Первый немецкий паровоз «Саксония» (Выпуск приурочен к 150-летию первой железной дороги в Германии)                                                        | Вилфрид Клинк, Беттина Клинк фон Войски    | 366 800** |
|             |             | 15.2.1988    | 9,6       | нейзильбер            | Морской порт Ростока | Хайнц Родевальд                            | 366 800*** |
|             |             | 15.2.1988    | 12,2      | нейзильбер            | 50-летие со дня смерти скульптора, художника и писателя Эрнста Барлаха                                                                                     | И. Рис, Х. Хойер                           | 51 601* |
|             |             | 23.2.1989    | 9,6       | нейзильбер            | Церковь Екатерины в Цвикау (Выпуск приурочен к 500-летию со дня рождения проповедника времён Реформации Томаса Мюнцера)                                    | Вилфрид Клинк, Беттина Клинк фон Войски    | 362 440**** |
|             |             | 23.2.1989    | 9,6       | нейзильбер            | Церковь Святой Марии в Мюльхаузене (Выпуск приурочен к 500-летию со дня рождения проповедника времён Реформации Томаса Мюнцера)                            | Хайнц Родевальд                            | 362 400**** |
|             |             | 29.5.1989    | 12,2      | нейзильбер            | 100-летие со дня рождения пацифиста и антифашиста Карла фон Осецкого                                                                                       | Г. Роммель, Д. Дорфштехер                  | 50 400* |
|             |             | 15.2.1990    | 9,6       | нейзильбер            | Почтовая карета (Выпуск приурочен к 500-летию почты Германии)                                                                                              | Вилфрид Клинк, Беттина Клинк фон Войски    | 366 320* |
|             |             | 15.2.1990    | 9,6       | нейзильбер            | Цейхгаус в Берлине | Х. Хойер с супругой Снежаной Руссева-Хойер | 372 920* |
|             |             | 29.5.1989    | 12,2      | нейзильбер            | 100-летие со дня рождения журналиста и писателя еврейского происхождения доведённого до самоубийства нацистами Курта Тухольского                           | Хайнц Родевальд                            | 50 171* |

Гурт —
- * «5 MARK * 5 MARK * 5 MARK * 5 MARK *»
- ** «1839 LEIPZIG-DRESDEN»
- *** «OSTSEE * EIN MEER DES FRIEDENS *»
- **** «THOMAS MÜNTZER 1489—1525»

## 10 марок
| Изображение | Изображение | Дата выпуска | Параметры | Параметры           | Повод выпуска | Дизайнер(ы)                                 | Тираж         |
| Реверс      | Аверс       | Дата выпуска | Масса, г  | Материал            | Повод выпуска | Дизайнер(ы)                                 | Тираж         |
| ----------- | ----------- | ------------ | --------- | ------------------- | --- | ------------------------------------------- | ------------- |
|             |             | 1.12.1966    | 17        | серебро 800-й пробы | 125-летие со дня смерти архитектора и художника Карла Фридриха Шинкеля                                                                       | Г. Роммель, А. Бертрам                      | 50 000*       |
|             |             | 30.8.1967    | 17        | серебро 800-й пробы | 100-летие со дня рождения художницы, графика и скульптора Кете Кольвиц                                                                       | Г. Роммель, А. Бертрам                      | 100 552*      |
|             |             | 16.12.1968   | 17        | серебро 625-й пробы | 500-летие со дня смерти первопечатника Иоганна Гутенберга                                                                                    | А. Бертрам                                  | 100 328**     |
|             |             | 15.12.1969   | 17        | серебро 625-й пробы | 250-летие со дня смерти алхимика и изобретателя европейского фарфора Иоганна Фридриха Бёттгера                                               | А. Бертрам                                  | 100 313**     |
|             |             | 15.9.1970    | 17        | серебро 625-й пробы | 200-летие со дня рождения композитора Людвига ван Бетховена                                                                                  | А. Бертрам, В. Фитценрайтер                 | 100 265**     |
|             |             | 1.7.1971     | 17        | серебро 625-й пробы | 500-летие со дня рождения живописца и графика Альбрехта Дюрера                                                                               | А. Бертрам                                  | 100 112* *    |
|             |             | 1.6.1972     | 12        | нейзильбер          | Памятник жертвам Бухенвальда | А. Бертрам, В. Фитценрайтер                 | 15 108 481*** |
|             |             | 15.11.1972   | 17        | серебро 625-й пробы | 175-летие со дня рождения поэта Генриха Гейне                                                                                                | А. Бертрам, В. Фитценрайтер                 | 100 297**     |
|             |             | 5.3.1973     | 17        | серебро 625-й пробы | 75-летие со дня рождения драматурга Бертольта Брехта                                                                                         | А. Бертрам, В. Фитценрайтер                 | 100 197**     |
|             |             | 7.5.1973     | 12        | нейзильбер          | Проведение 10-го всемирного фестиваля молодёжи и студентов                                                                                   | А. Бертрам                                  | 3 594 022**** |
|             |             | 20.8.1974    | 12        | нейзильбер          | 25-летие создания Германской Демократической Республики                                                                                      | Гюнтер Юнге                                 | 3 070 650**** |
|             |             | 20.8.1974    | 17        | серебро 625-й пробы | 25-летие создания Германской Демократической Республики (на монете изображены известные здания на территории ГДР)                            | Г. Роммель, Д. Дорфштехер                   | 70 200**      |
|             |             | 8.11.1974    | 17        | серебро 625-й пробы | 200-летие со дня рождения художника Каспара Давида Фридриха                                                                                  | Гюнтер Юнге, Л. Энгельгардт                 | 75 000**      |
|             |             | 31.1.1975    | 17        | серебро 625-й пробы | 100-летие со дня рождения гуманиста и врача Альберта Швейцера                                                                                | А. Бертрам, В. Фитценрайтер                 | 101 100**     |
|             |             | 9.5.1975     | 12        | нейзильбер          | 20-летие со дня создания организации Варшавского договора                                                                                    | Д. Дорфштехер, Вернер Розенталь             | 2 522 356**** |
|             |             | 10.2.1976    | 12        | нейзильбер          | 20-летие создания национальной народной армии                                                                                                | К. Витткугель, Г. Роммель                   | 754 508****   |
|             |             | 20.8.1976    | 17        | серебро 500-й пробы | 150-летие со дня смерти композитора Карла Марии фон Вебера                                                                                   | Г. Роммель, Д. Дорфштехер                   | 101 642**     |
|             |             | 31.8.1977    | 17        | серебро 500-й пробы | 375-летие со дня рождения физика и инженера Отто фон Герике                                                                                  | Г. Роммель, Д. Дорфштехер                   | 69 316**      |
|             |             | 22.5.1978    | 17        | серебро 500-й пробы | 175-летие со дня рождения химика Юстуса фон Либиха                                                                                           | Эрика Шёнеберг, Райнер Радак                | 70 601**      |
|             |             | 28.8.1978    | 12        | нейзильбер          | Полёт первого немецкого космонавта Зигмунда Йена на советском космическом корабле Союз-31                                                    | Эрика Шёнеберг, Д. Дорфштехер, Райнер Радак | 724 750***    |
|             |             | 20.7.1979    | 17        | серебро 500-й пробы | 175-летие со дня рождения философа-материалиста Людвига Фейербаха                                                                            | Эрика Шёнеберг, Райнер Радак                | 50 500**      |
|             |             | 15.9.1980    | 17        | серебро 500-й пробы | 225-летие со дня рождения прусского генерала и военного реформатора Герхарда Шарнхорста                                                      | Хайнц Родевальд                             | 49 500**      |
|             |             | 2.2.1981     | 12        | нейзильбер          | 25-летие создания национальной народной армии                                                                                                | Хайнц Родевальд                             | 780 000***    |
|             |             | 1.9.1981     | 17        | серебро 500-й пробы | 150-летие со дня смерти философа Гегеля | Гюнтер Юнге, Л. Энгельгардт                 | 49 500**      |
|             |             | 18.11.1981   | 12        | нейзильбер          | 700-летие начала чеканки монет в Берлине. На монете изображён «вечный пфенниг» 1369 года, как самая старая из сохранившихся берлинских монет | Хайнц Родевальд                             | 54 540***     |
|             |             | 1.3.1982     | 17        | серебро 500-й пробы | Открытие нового концертного зала в Лейпциге                                                                                                  | И. Рис, Ф. Баер                             | 49 510***     |
|             |             | 17.1.1983    | 17        | серебро 500-й пробы | 100-летие со дня смерти Рихарда Вагнера | Г. Роммель, Д. Дорфштехер                   | 49 500***     |
|             |             | 15.9.1983    | 12        | нейзильбер          | 30-летие образования боевых групп рабочего класса ГДР                                                                                        | Э. Ницше-Хартник                            | 460 900***    |
|             |             | 15.5.1984    | 17        | серебро 500-й пробы | 100-летие со дня смерти учёного-зоолога Альфреда Брема                                                                                       | Х. Хойер с супругой Снежаной Руссева-Хойер  | 40 000***     |
|             |             | 15.1.1985    | 17        | серебро 500-й пробы | Открытие восстановленной Дрезденской государственной оперы                                                                                   | И. Рис, Ф. Баер                             | 55 002*****   |
|             |             | 17.4.1985    | 12        | нейзильбер          | 40 лет победы над фашизмом | Г. Роммель, Д. Дорфштехер                   | 750 600***    |
|             |             | 30.8.1985    | 17        | серебро 500-й пробы | 175-летие открытия Берлинского университета                                                                                                  | И. Рис, Хайнц Родевальд                     | 38 000**      |
|             |             | 3.4.1986     | 12        | нейзильбер          | 100-летия со дня рождения лидера немецких коммунистов, одного из главных политических оппонентов Адольфа Гитлера Эрнста Тельмана             | Х. Хойер с супругой Снежаной Руссева-Хойер  | 709 750***    |
|             |             | 1.9.1986     | 17        | серебро 500-й пробы | 275-летие открытия берлинской клиники Шарите                                                                                                 | И. Рис, Ф. Баер                             | 38 000**      |
|             |             | 5.3.1987     | 17        | серебро 500-й пробы | 750-летие Берлина (На монете изображён Берлинский драматический театр)                                                                       | Хайнц Родевальд                             | 48 100**      |
|             |             | 19.5.1988    | 17        | серебро 500-й пробы | 500-летие со дня рождения рыцаря-гуманиста Ульриха фон Гюттена                                                                               | Хайнц Родевальд                             | 37 000******  |
|             |             | 14.6.1988    | 12        | нейзильбер          | 40 лет немецкому спортивному союзу | Х. Хойер с супругой Снежаной Руссева-Хойер  | 611 800***    |
|             |             | 12.1.1989    | 12        | нейзильбер          | 40 лет Совету экономической взаимопомощи (На монете изображено здание Совета в Москве)                                                       | Хайнц Родевальд                             | 57 000***     |
|             |             | 9.5.1989     | 17        | серебро 500-й пробы | 225-летие со дня рождения скульптора и теоретика искусства Иоганна Шадова                                                                    | Андре Кахане, Г. Роммель                    | 39 200**      |
|             |             | 20.6.1989    | 12        | нейзильбер          | 40 лет образованию Германской Демократической Республики                                                                                     | Хайнц Родевальд                             | 523 900***    |
|             |             | 14.3.1990    | 17        | серебро 500-й пробы | 175-летие со дня смерти Иоганна Готлиба Фихте                                                                                                | Х. Хойер с супругой Снежаной Руссева-Хойер  | 40 564**      |
|             |             | 27.3.1990    | 12        | нейзильбер          | 100-летие объявления II интернационалом 1 мая Днём солидарности рабочих всего мира                                                           | Харальд Лариш                               | 632 000***    |

Гурт —
- * «10 MARK DER DEUTSCHEN NOTENBANK»
- ** «10 MARK * 10 MARK * 10 MARK *»
- *** «10 MARK * 10 MARK * 10 MARK * 10 MARK *»
- **** рифлёный
- ***** 1841 * 1878 * 1945 * 1985 *
- ****** ICH HAB`S GEWAGT

## 20 марок
| Изображение | Изображение | Дата выпуска | Параметры | Параметры             | Повод выпуска | Дизайнер(ы)                                | Тираж         |
| Реверс      | Аверс       | Дата выпуска | Масса, г  | Материал              | Повод выпуска | Дизайнер(ы)                                | Тираж         |
| ----------- | ----------- | ------------ | --------- | --------------------- | --- | ------------------------------------------ | ------------- |
|             |             | 1.12.1966    | 20,9      | серебро 800-й пробы   | 250-летие со дня смерти философа, логика, математика, физика, юриста, историка, дипломата, изобретателя и языковеда, основателя и первого президента Берлинской Академии наук Готфрида Вильгельма Лейбница | Г. Роммель, Д. Дорфштехер                  | 50 000*       |
|             |             | 30.8.1967    | 20,9      | серебро 800-й пробы   | 200-летие со дня рождения филолога, философа, языковеда, государственного деятеля и дипломата Вильгельма Гумбольдта                                                                                        | Г. Роммель, А. Бертрам                     | 87 776*       |
|             |             | 3.5.1968     | 20,9      | серебро 800-й пробы   | 150-летие со дня рождения Карла Маркса | Г. Роммель, А. Бертрам                     | 76 538**      |
|             |             | 1.10.1969    | 20,9      | серебро 625-й пробы   | 220-летие со дня рождения поэта и мыслителя Иоганна Вольфганга фон Гёте | А. Бертрам, В. Фитценрайтер                | 88 589**      |
|             |             | 15.9.1970    | 20,9      | серебро 625-й пробы   | 150-летие со дня рождения одного из основоположников марксизма, друга Карла Маркса Фридриха Энгельса | Герхард Лихтенфельд, Гюнтер Гнаук          | 83 615**      |
|             |             | 10.3.1971    | 16,5      | нейзильбер            | 100-летие со дня рождения Генриха Манна | А. Бертрам, В. Фитценрайтер                | 2 029 000***  |
|             |             | 1.7.1971     | 20,9      | серебро 625-й пробы   | 100-летия со дня рождения основателя коммунистической партии Германии Карла Либкнехта и основательницы марксистской организации «Союз Спартака» Розы Люксембург                                            | А. Бертрам, В. Фитценрайтер                | 76 814**      |
|             |             | 10.12.1971   | 15        | нейзильбер            | Лидер немецких коммунистов, один из главных политических оппонентов Адольфа Гитлера Эрнст Тельман | А. Бертрам, В. Фитценрайтер                | 10 003 431*** |
|             |             | 1.3.1972     | 15        | нейзильбер            | Поэт Фридрих Шиллер | А. Бертрам, В. Фитценрайтер                | 7 480 378***  |
|             |             | 18.5.1972    | 20,9      | серебро 625-й пробы   | 500-летие со дня рождения Лукаса Кранаха | А. Бертрам                                 | 80 096**      |
|             |             | 1.9.1972     | 15        | нейзильбер            | Первый и единственный президент Германской Демократической Республики Вильгельм Пик | А. Бертрам, В. Фитценрайтер                | 7 633 342***  |
|             |             | 25.9.1973    | 20,9      | серебро 625-й пробы   | 60-летие со дня смерти видного марксиста Августа Бебеля | А. Бертрам, В. Фитценрайтер                | 77 360**      |
|             |             | 12.11.1973   | 15        | нейзильбер            | Председатель Совета министров ГДР (1949—1964) Отто Гротеволь | Гюнтер Юнге, Л. Энгельгардт                | 2 534 724***  |
|             |             | 8.3.1974     | 20,9      | серебро 625-й пробы   | 250-летие со дня смерти философа Иммануила Канта | А. Бертрам, В. Фитценрайтер                | 67 883**      |
|             |             | 21.4.1975    | 20,9      | серебро 625-й пробы   | 225-летие со дня смерти композитора Иоганна Себастьяна Баха | Клаус Витткугель                           | 72 157**      |
|             |             | 15.4.1976    | 20,9      | серебро 625-й пробы   | 150-летие со дня смерти революционера Вильгельма Либкнехта | В. Фитценрайтер, Хайнц Родевальд           | 50 060**      |
|             |             | 18.4.1977    | 20,9      | серебро 500-й пробы   | 200-летие со дня рождения математика, механика, физика, астронома и геодезиста Карла Фридриха Гаусса | А. Бертрам                                 | 56 525**      |
|             |             | 8.11.1978    | 20,9      | серебро 500-й пробы   | 175-летие со дня смерти писателя и теолога Иоганна Готфрида Гердера | В. Штётцер, Клаус Витткугель               | 50 550**      |
|             |             | 15.1.1979    | 20,9      | серебро 500-й пробы   | 250-летие со дня рождения основоположника немецкой классической литературы Готхольда Эфраима Лессинга | А. Бертрам                                 | 40 489**      |
|             |             | 29.6.1979    | 15        | нейзильбер            | 30-летие создания Германской Демократической Республики | Г. Роммель, Д. Дорфштехер                  | 975 050***    |
|             |             | 27.2.1980    | 20,9      | серебро 500-й пробы   | 75-летие со дня смерти физика-оптика Эрнста Аббе | И. Рис, Ф. Баер                            | 39 500**      |
|             |             | 9.3.1981     | 20,9      | серебро 500-й пробы   | 150-летие со дня смерти прусского государственного и политического деятеля Генриха Фридриха Штейна | И. Рис, Ф. Баер                            | 39 500**      |
|             |             | 30.9.1982    | 20,9      | серебро 500-й пробы   | 125-летие со дня рождения одной из основательниц коммунистической партии Германии Клары Цеткин | Ранйер Радак, Эрика Шёнеберг               | 39 500**      |
|             |             | 10.3.1983    | 20,9      | серебро 500-й пробы   | 500-летие со дня рождения богослова и создателя немецкого литературного языка Мартина Лютера | Хайнц Родевальд                            | 40 500**      |
|             |             | 6.4.1983     | 15        | нейзильбер            | 100-летие со дня смерти Карла Маркса | Х. Хойер с супругой Снежаной Руссева-Хойер | 940 000***    |
|             |             | 27.2.1984    | 20,9      | серебро 500-й пробы   | 225-летие со дня смерти композитора Георга Фридриха Генделя | Хайнц Родевальд                            | 39 000**      |
|             |             | 8.8.1985     | 20,9      | серебро 500-й пробы   | 125-летие со дня смерти композитора Эрнста Морица Арндта | Х. Хойер с супругой Снежаной Руссева-Хойер | 36 000**      |
|             |             | 26.2.1986    | 20,9      | серебро 625-й пробы   | 200-летие со дня рождения исследователей немецкой народной культуры Братьев Гримм | Х. Хойер с супругой Снежаной Руссева-Хойер | 37 650**      |
|             |             | 26.3.1987    | 20,9      | серебро 625-й пробы   | 750-летие Берлина (на монете изображена городская печать) | Вилфрид Клинк, Беттина Клинк фон Войски    | 36 575**      |
|             |             | 17.3.1988    | 20,9      | серебро 625-й пробы   | 100-летие со дня смерти инженера и производителя оптики Карла Цейсса | Х. Хойер с супругой Снежаной Руссева-Хойер | 35 020**      |
|             |             | 12.1.1989    | 20,9      | серебро 625-й пробы   | 500-летие со дня рождения проповедника времён Реформации Томаса Мюнцера | Гюнтер Гнаук, Бернд Гёбель                 | 38 500**      |
|             |             | 15.2.1990    | 20,9      | серебро 625-й пробы   | 275-летие со дня смерти зодчего Андреаса Шлютера | Андре Кахане, Вилфрид Штатт                | 37 000**      |
|             |             | 3.4.1990     | 15        | нейзильбер            | Открытие Бранденбургских ворот 22 декабря 1989 года, ставшее следствием падения Берлинской стены | А. Бертрам, В. Фитценрайтер, Х. Полькен    | 302 005***    |
|             |             | 3.4.1990     | 18,2      | серебро 999,5-й пробы | Открытие Бранденбургских ворот 22 декабря 1989 года, ставшее следствием падения Берлинской стены | А. Бертрам, В. Фитценрайтер, Х. Полькен    | 154 525***    |

Гурт —
- * «20 MARK DER DEUTSCHEN NOTENBANK *»
- ** «20 MARK * 20 MARK * 20 MARK *»
- *** «20 MARK * 20 MARK * 20 MARK * 20 MARK *»

## Комментарии
1. ↑  уничтожено 2 монеты
2. ↑  уничтожено 39 718 677, осталось не более 10 502 990
3. ↑  уничтожена 51 монета
4. ↑   уничтожено 7 монет
5. ↑   уничтожено 27 монет
6. ↑   уничтожено 16 437 680 монет
7. ↑  а также 2500 качества пруф
8. ↑  а также 3015 качества пруф
9. ↑  а также 2800 качества пруф
10. ↑  а также 6424 качества пруф. Из монет обычной чеканки уничтожено 35400 экземпляров
11. ↑  а также 2300 качества пруф
12. ↑  а также 2405 качества пруф
13. ↑   уничтожено 54 монеты
14. ↑   уничтожено 9 269 259 монет
15. ↑  все качества пруф
16. ↑  а также 2550 качества пруф
17. ↑   уничтожено 66 монет
18. ↑   уничтожено 78 монет
19. ↑   уничтожена 1 монета
20. ↑  а также 10 000 качества пруф
21. ↑  а также 4500 качества пруф, уничтожено 5000 монет
22. ↑  а также 86 270 монет на экспорт улучшенного качества и 4000 качества пруф, уничтожено 88 008 монет
23. ↑  а также 4500 качества пруф, уничтожено 25 монет
24. ↑  а также 5500 качества пруф
25. ↑  а также 5500 качества пруф
26. ↑  а также 5500 качества пруф
27. ↑  а также 40 000 монет на экспорт улучшенного качества и 5500 качества пруф, уничтожено 25 100 монет
28. ↑  а также 41 000 монет на экспорт улучшенного качества и 5500 качества пруф, уничтожено 25 217 монет
29. ↑  а также 68 300 монет на экспорт улучшенного качества и 5500 качества пруф, уничтожено 27 000 монет
30. ↑  а также 68 000 монет на экспорт улучшенного качества и 5500 качества пруф, уничтожено 27 100 монет
31. ↑  а также 4380 качества пруф, уничтожено 10 000 монет
32. ↑  а также 40 001 монет на экспорт улучшенного качества и 5500 качества пруф, уничтожено 25 000 монет
33. ↑  а также 40 000 монет на экспорт улучшенного качества и 5500 качества пруф, уничтожено 25 700 монет
34. ↑  а также 5000 качества пруф
35. ↑  а также 56 000 монет на экспорт улучшенного качества и 8476 качества пруф, уничтожено 25 900 монет
36. ↑  а также 50 000 монет на экспорт улучшенного качества и 5500 качества пруф, уничтожено 25 000 монет
37. ↑  а также 4000 качества пруф
38. ↑  а также 58 560 монет на экспорт улучшенного качества и 4200 качества пруф, уничтожено 33 000 монет
39. ↑  а также 58 302 монет на экспорт улучшенного качества и 4204 качества пруф, уничтожено 33 100 монет
40. ↑  а также 4000 качества пруф
41. ↑  а также 139 005 монет на экспорт улучшенного качества и 4200 качества пруф, уничтожено 115 200 монет
42. ↑  а также 136 800 монет на экспорт улучшенного качества и 4200 качества пруф, уничтожено 115 200 монет
43. ↑  а также 137 001 монет на экспорт улучшенного качества и 4200 качества пруф, уничтожено 115 600 монет
44. ↑  а также 133 000 монет на экспорт улучшенного качества и 3200 качества пруф, уничтожено 95 000 монет
45. ↑  а также 130 001 монет на экспорт улучшенного качества и 3200 качества пруф, уничтожено 104 000 монет
46. ↑  а также 3000 качества пруф
47. ↑  а также 134 700 монет на экспорт улучшенного качества и 3200 качества пруф, уничтожено 95 000 монет
48. ↑  а также 134 500 монет на экспорт улучшенного качества и 3200 качества пруф, уничтожено 95 000 монет
49. ↑  а также 3066 качества пруф
50. ↑  а также 130 500 монет на экспорт улучшенного качества и 4200 качества пруф, уничтожено 04100 монет[уточнить]
51. ↑  а также 130 500 монет на экспорт улучшенного качества и 4200 качества пруф, уничтожено 95 800 монет
52. ↑  а также 4000 качества пруф
53. ↑   уничтожено 1117 монет
54. ↑   уничтожено 38 612 монет
55. ↑   уничтожено 33 802 монет
56. ↑   уничтожено 33 661 монет
57. ↑   уничтожено 27 992 монет
58. ↑   уничтожено 38 888 монет
59. ↑   уничтожено 11 555 061 монет
60. ↑   уничтожено 44 961 монет
61. ↑   уничтожено 44 784 монет
62. ↑   уничтожено 851 680 монет
63. ↑   уничтожено 785 480 монет
64. ↑  а также 200 качества пруф, уничтожено 17 615 монет
65. ↑  а также 100 качества пруф, уничтожено 25 584 монет
66. ↑  а также 1040 качества пруф, уничтожено 36 657 монет
67. ↑   уничтожено 615 610 монет
68. ↑   уничтожено 165 660 монет
69. ↑  а также 6037 качества пруф, уничтожено 56 600 монет
70. ↑  а также 6000 качества пруф, уничтожено 25 873 монет
71. ↑  а также 4500 качества пруф, уничтожено 30 452 монет
72. ↑  а также 32 075 монет на экспорт улучшенного качества и 2600 качества пруф, уничтожено 165 660 монет
73. ↑  а также 4500 качества пруф, уничтожено 11 666 монет
74. ↑  а также 5500 качества пруф, уничтожено 3 монеты
75. ↑  а также 30 300 монет на экспорт улучшенного качества и 5500 качества пруф, уничтожено 183 600 монет
76. ↑  а также 5500 качества пруф
77. ↑  а также 5500 качества пруф
78. ↑  а также 5500 качества пруф, уничтожено 345 монет
79. ↑  а также 5500 качества пруф
80. ↑  а также 45 000 монет на экспорт улучшенного качества и 5000 качества пруф, уничтожено 111 920 монет
81. ↑  а также 5000 качества пруф
82. ↑  а также 5000 качества пруф
83. ↑  а также 30 000 монет на экспорт улучшенного качества и 5000 качества пруф, уничтожено 174 590 монет
84. ↑  а также 4000 качества пруф
85. ↑  а также 42 000 монет на экспорт улучшенного качества и 4002 качества пруф, уничтожено 170 110 монет
86. ↑  а также 4101 качества пруф
87. ↑  а также 4000 качества пруф
88. ↑  а также 3000 качества пруф
89. ↑  а также 85 000 монет на экспорт улучшенного качества и 3300 качества пруф, уничтожено 156 680 монет
90. ↑  а также 40 000 монет на экспорт улучшенного качества и 3000 качества пруф
91. ↑  а также 3000 качества пруф
92. ↑  а также 65 000 монет на экспорт улучшенного качества и 3080 качества пруф, уничтожено 170 110 монет
93. ↑  а также 4200 качества пруф
94. ↑  а также 115 000 монет на экспорт улучшенного качества и 4367 качества пруф, уничтожено 157 543 монет
95. ↑   уничтожено 1419 монет
96. ↑   уничтожено 35 178 монет
97. ↑   уничтожено 23 392 монеты
98. ↑   уничтожено 35 367 монеты
99. ↑   уничтожено 35 896 монеты
100. ↑   уничтожено 780 133 монеты
101. ↑   уничтожено 29 349 монет
102. ↑   уничтожено 5 117 914 монет
103. ↑   уничтожено 3 825 475 монет
104. ↑   уничтожено 32 548 монет
105. ↑   уничтожено 5 247 532 монет
106. ↑   уничтожено 30 163 монет
107. ↑   уничтожено 1 003 517 монет
108. ↑  а также 4284 качества пруф, уничтожено 23 418 монет
109. ↑  а также 3 качества пруф, уничтожено 22 663 монет
110. ↑  а также 4020 качества пруф, уничтожено 6900 монет
111. ↑   уничтожено 14 023 монеты
112. ↑  а также 4500 качества пруф, уничтожено 14 000 монет
113. ↑  а также 4521 качества пруф, уничтожено 1157 монет
114. ↑  а также 25 950 монет на экспорт улучшенного качества, уничтожено 358 925 монет
115. ↑  а также 5503 качества пруф
116. ↑  а также 5500 качества пруф, уничтожено 236 монет
117. ↑  а также 5500 качества пруф
118. ↑  а также 5500 качества пруф
119. ↑  а также 60 000 монет на экспорт улучшенного качества, а также 6000 качества пруф, уничтожено 344 386 монет
120. ↑  а также 4500 качества пруф
121. ↑  а также 4000 качества пруф
122. ↑  а также 3508 качества пруф
123. ↑  а также 4408 качества пруф
124. ↑  а также 3001 качества пруф
125. ↑  а также 3090 качества пруф
126. ↑  а также 3500 качества пруф
127. ↑  а также 12 100 качества пруф